# Віллем Фреш
Віллем (Вім) Фреш (нід. Wim Vrösch, нар. 20 березня 1945, Герлен, Нідерланди — пом. 5 лютого 2021, Ландграф, Нідерланди) — нідерландський футболіст та тренер, виступав на позиції захисника.

## Кар'єра гравця
За фахом — інженер-будівельник. Народився в Герлені, футболом розпочав займатися на аматорському рівні з 8-річного віку. Дорослу футбольну кар'єру розпочав 1963 року в «Роді». У 1964—1965 році виступав за аматорську команду з рідного міста, «Фортуну». Потім перейшов у «Спарту» (Роттердам). У 1967 році перебрався до аматорського клубу «Лімбургія». Футбольну кар'єру завершив у 29-річному віці в складі «Фортуни» (Сіттард).

## Кар'єра тренера
Завершивши кар'єру гравця, Фреш зайнявся тренерською діяльністю. У 1974 році очолив клуб 5-го дивізіону чемпіонату Нідерландів «Фейлен». Після цього очолював клуби «Лангеберг» (5-ий дивізіон), «Герлен» (4-ий дивізіон), «Ваутах» (4-ий дивізіон) та «Меерссен» (3-ій дивізіон). У 1994 році зайняв посаду Директора футбольної академії «Роди». У 2000 році переведений на посаду технічного директора клубу. У 2003 році нідерландський фахівець приїхав в Україну. 28 липня став тимчасовим наставником клубу Прем'єр-ліги «Металург» (Донецьк). Очолив клуб завдяки своєму знайомому — відомому агенту Дмитру Селюку. 23 березня 2004 року поступився посадою головного тренера своєму помічникові і співвітчизнику Тону Каанену і перейшов на посаду технічного директора. Останнім колективом у кар'єрі Фреша став нідерландський «ВВ Шаєсберг».